# Bundesstraße 229
Die Bundesstraße 229 (Abkürzung: B 229) ist eine deutsche Bundesstraße in Nordrhein-Westfalen. Sie beginnt in Langenfeld (Rheinland) und endet in Soest.

## Geschichte
Diese Straße wurde 1865 als Solingen-Lenneper bzw. Lennep-Altenaer Staatsstraße bezeichnet.
Der Abschnitt der Bundesstraße 229 von Solingen bis Lennep wurde bereits bei der ersten Nummerierung im Jahre 1932 in das deutsche Fernstraßennetz einbezogen, damals als Teil der Fernverkehrsstraße 60  (FVS 60). Bei Erweiterung des Netzes der Reichsstraßen, wie die Fernverkehrsstraßen ab 1934 genannt wurden, wurde er Mitte der 1930er Jahre in die neue Reichsstraße 229 einbezogen.
Bei Arnsberg wurde ein kurzes Stück auf die A 46 „umgelegt“.

## Änderungen im Verlauf
Zwischen Radevormwald und Remscheid musste beim Bau der Wuppertalsperre die Bundesstraße auf einigen Kilometern Länge verlegt werden, da sie sonst unter dem heutigen Wasserspiegel der Wupper verlaufen würde. Daher wurde eine neue Umgehungsstraße gebaut.
Als die Wuppertalbahn in Radevormwald stillgelegt wurde, wurden in der Nähe des Zentrums die Gleise entfernt und eine Umgehungsstraße wurde gebaut. Die B 229 wurde anschließend vom Rader Stadtkern auf diese Umgehungsstraße verlegt.
In Balve wird derzeit zwischen der Kreuzung mit der B 515 und dem Abzweig nach Wocklum eine neue Trasse errichtet, bei der mehrere ungenutzte Gebäude auf dem Gelände der Firma Kruse abgerissen werden. Diese Verkehrsführung wurde notwendig, da eine bereits störende Stelle, die aus einer quasi eckigen engen Kurve, einer Brücke und einer engen Unterführung unter einer Bahnstrecke direkt hintereinander besteht, durch die Baufälligkeit der Brücke verschärft wurde. Besonders für Lastkraftwagen war und ist diese Stelle ein Nadelöhr. Die Bauarbeiten begannen mit Baumfällarbeiten im März 2021.
Zwischen Arnsberg-Müschede und der Autobahnanschlussstelle Hüsten (A 46) wurde die B 229 auf die neu erbaute Hüstener Umgehungsstraße verlegt.

## Besonderheiten
Die Bushaltestelle am Remscheider Hauptbahnhof befindet sich in einem großen Kreisverkehr („Insel“) auf der B 229.
In Remscheid-Lennep verläuft die B 229 ein kurzes Stück zusammen mit der L 58 (vormals B 51).
Im Osten von Radevormwald verläuft die B 229 ein kurzes Stück zusammen mit der B 483.
In Lüdenscheid-Brügge ist die B 229 gemeinsam mit der B 54 trassiert.
Auch in Werdohl nutzt die B 229 ein kurzes Stück zusammen mit der B 236.